# Roger de La Fresnaye

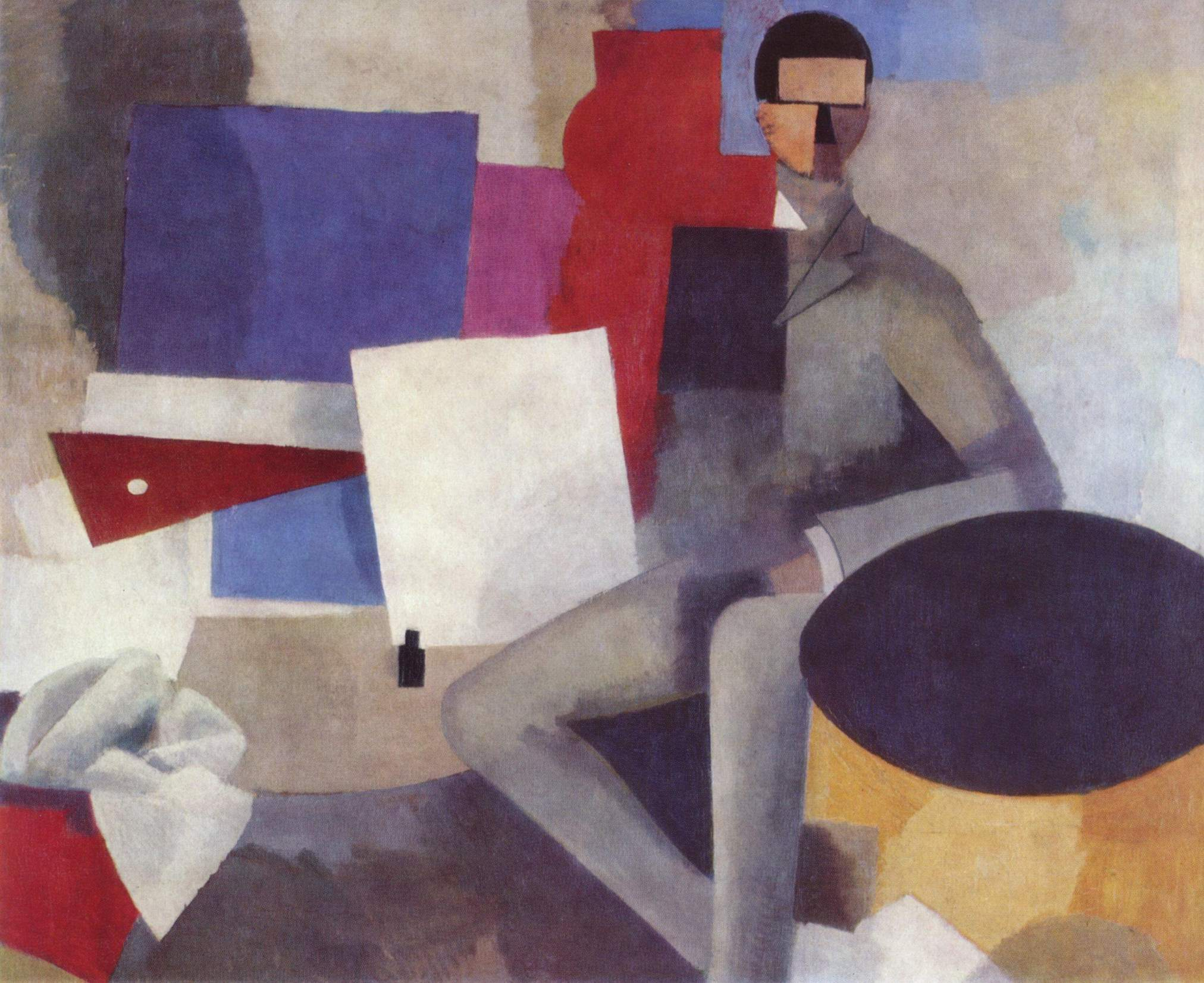
Hombre sentado, obra de Roger de La Fresnaye, 1913.

Roger-Noël-François de La Fresnaye (Le Mans, 11 de julio de 1885 - Grasse, 27 de noviembre de 1925) fue un pintor cubista francés.
A partir de 1908, fue alumno de Maurice Denis y Paul Sérusier en la Academia Ranson. Se hizo construir un taller de pintura y un taller de escultura en el château de Beauvernay en Saint-Nizier-sous-Charlieu, propiedad de sus ancestros maternos donde pasaba la mayor parte de las vacaciones desde su infancia. Acogió allí a Jean Hugo y su esposa Valentine Hugo, ambos pintores, Irène Lagut, Alfred Courmes su único alumno, así como a músicos como Georges Auric, Erik Satie o Francis Poulenc.